# Correva l'anno di Grazia 1870
Correva l'anno di grazia 1870 es una película italiana de 1971 producida directamente para la televisión.
Alfredo Giannetti dirige en 1971 este film Correva l'anno di Grazia 1870 espléndidamente interpretado por Anna Magnani. El drama descrito con matices sinceramente humanos y positivos, está centrado en la figura de la protagonista, rodeada por un grandioso fresco de la Roma todavía sometida al gobierno pontificio, en vísperas de que la ciudad llegue a convertirse en la capital de Italia. Una espléndida banda sonora de Ennio Morricone

## Sinopsis
En la Roma de 1870 muchos prisioneros desfallecen en la cárcel, culpables de auspiciar el fin del poder temporal. Entre ellos está Augusto Parenti, gravemente enfermo. Su mujer Teresa al igual que él es de ideas liberales, vive a base de esfuerzos y sacrificios con su hijo Mario. La pobreza y la necesidad le obligan a ingresar al niño en un seminario. Cuando los piamonteses entran en Roma, Teresa se dirige a la cárcel para liberar a Augusto, Teresa le cuenta la triunfal liberación que él siempre había esperado, y Augusto muere entre sus brazos. 
.

## La música
A destacar la banda sonora de la película editada en el CD:
- Il bandito dagli occhi azzurri / Correva l'anno di Grazia 1870 (CAM CSE 099)[1]